# Titelblad
Titelblad er en side trykt forrest i en bog med oplysning om bogens titel, forfatter og forlag. Der kan også være anført trykkested og -år.